# Cú lợn rừng phương Đông
Cú lợn rừng phương Đông (danh pháp hai phần: Phodilus badius), ở Việt Nam thường được gọi là cú lợn rừng, là một loài cú lợn thuộc Họ Cú lợn. Con chim trưởng thành trán, đỉnh đầu và đĩa mặt màu hung, nâu phớt tím. Lông quanh mắt màu mận chín, vòng cổ trắng với mút lông màu nâu tím thẫm và đen. Phần còn lại của bộ lông nhìn chung có màu nâu với các đốm nhỏ màu đen rải rác. Đuôi hung nâu, có vằn đen nằm ngang. Mắt nâu thẫm, mỏ vàng hung, chân nâu hoặc nâu vàng. Hiện chưa có số liệu sinh hoạc về loài này. Cú lợn rừng sống trong các vùng rừng kể cả nơi có cây bụi thứ sinh và rừng tràm.
Tại Việt Nam mới chỉ thu thập được mẫu vật ở Bắc Kạn, huyện Kỳ Anh, Hà Tĩnh), thị xã An Khê (Gia Lai) và Trà Vinh. Tại Việt Nam, cú lợn rừng được đưa vào sách đỏ Việt Nam (mức độ nguy cấp bậc T - bị đe dọa), có giá trị thẩm mỹ và khoa học, là nguồn gen quý, có vùng phân bố rộng nhưng số lượng cá thể ít, hiếm gặp.